# Керуємбай
Керуємба́й (рос. Керуембай) — село у складі Ясненського міського округу Оренбурзької області, Росія.

## Населення
Населення — 170 осіб (2010; 257 у 2002).
Національний склад (станом на 2002 рік):
- казахи — 53 %